# HD 51330
HD 51330，又名BD+12 1361，SAO 96314、HR 2597，是一颗恒星，视星等为6.27，位于銀經202.96，銀緯6.71，其B1900.0坐标为赤經6h 51m 50.7s，赤緯+12° 6.71′ 21″。